# Тишанское сельское поселение (Воронежская область)
Тишанское се́льское поселе́ние — муниципальное образование в Таловском районе Воронежской области Российской Федерации.
Административный центр — село Верхняя Тишанка.

## История
Статус и границы сельского поселения установлены Законом Воронежской области от 2 декабря 2004 года № 88-ОЗ «Об установлении границ, наделении соответствующим статусом, определении административных центров муниципальных образований Грибановского, Каширского, Острогожского, Семилукского, Таловского, Хохольского районов и города Нововоронеж».
Законом Воронежской области от 30 ноября 2015 года № 163-ОЗ, были преобразованы, путём их объединения Бирюченское и Тишанское сельские поселения — в Тишанское сельское поселение с административным центром в селе Верхняя Тишанка.

## Население
| 2010  | 2012  | 2013  | 2014  | 2015  | 2016  | 2017  |
| ----- | ----- | ----- | ----- | ----- | ----- | ----- |
| 3250  | ↘3171 | ↘3086 | ↘3005 | ↘2950 | ↗3404 | ↘3329 |
| 2018  |       |       |       |       |       |       |
| ↘3298 |       |       |       |       |       |       |

## Состав сельского поселения
| № | Населённый пункт | Тип населённого пункта       | Население |
| - | ---------------- | ---------------------------- | --------- |
| 1 | Бирюч            | село                         | ↘509      |
| 2 | Верхняя Тишанка  | село, административный центр | ↘2950     |